# 松宮恭子
松宮 恭子（まつみや きょうこ、1956年7月18日 - ）は、東京都出身の作詞家・作曲家である。東京大学文学部卒業。

## 略歴
東京都杉並区出身。1974年東京都立富士高等学校卒業。一浪（駿台予備学校）後、東京大学文科3類合格。1975年高校時代に作詞作曲した「ウィリーウィル」がポプコン本選会入選および同年の世界歌謡祭入選（グランプリは中島みゆきの「時代」）。

## 主な楽曲
- 秋本理央「夢の迷路」（詞・曲）
- 安部恭弘「Double Imagination」（詞）
- あみん「コーヒーはきらい」（詞・曲）
- 石川秀美「Hey!ミスター・ポリスマン」「ミステリー・ウーマン」「愛の呪文」（詞・曲）
- 石毛礼子「涙のコンチェルト」「ロマネスク」（曲）
- 石野真子「こっちを向いて」（詞）
- 岩男潤子「Fly over to you…夜空をかけて」（詞）
- We We「酔っぱらいキライ!」（曲）
- 浦川智子「哀しみがいっぱい」（詞）
- 小川範子「可愛い私」（曲）
- 荻野目洋子「ポインセチアの想い」（詞）
- 甲斐智枝美「射手座の彼」（詞）
- 笠原弘子アルバム全曲提供「CAFE PARADISE」「L'EXPRESS FANTAISIE」「MADRIGAL」「Saga」「Siesta」「Nostalgia」「Holy Chain 〜聖なる鎖〜」、「いい夢を思い出せない」（詞・曲）
- 柏原芳恵「センチメンタル・ホテル」（詞・曲）
- 河合奈保子「愛をください」（詞・曲）
- 北岡夢子「憧憬」（曲）「雨降り娘にご用心」
- 倉田まり子「カナリヤ」（詞・曲）「春の嵐」（曲）
- 黒沢律子「Sea Side Cafeまで」（詞）
- 越美晴「あらびあん・らぷそでい」（詞）
- 小林千絵「シューティングスター」（曲）
- 榊原郁恵「イエスタディ・ドリーマー」「ひき潮」「雨の鎮魂歌（レクイエム）」（詞・曲）
- 島田奈美「粉雪のプレリュード」（詞・曲）
- 志村香「ハートはサッカーボール」
- 高崎幹子「ウィリーウィル」（詞・曲）
- 高田みづえ「涙のジルバ」（詞・曲）
- 高見知佳「赤い涙」（曲）
- 富田靖子「ちょっと待ってよマイ・ハート」（詞・曲）
- 中野美紀「未経験」（詞・曲）
- 中原理恵「死ぬほど逢いたい」（曲）
- 西邑理香「Cleaning My Room」（詞・曲）
- 林原めぐみ「ポ･ト･フーが煮つまる前に」（詞・曲）「春猫不思議月夜 -おしえてHappiness-」「Touch me softly」（詞）
- 早見優「あの頃にもう一度」（詞・曲）
- 原真祐美「そっとさよなら」
- 日髙のり子、佐久間レイ「トップをねらえ! ～Fly High～」（詞）
- 藤原理恵「さよならWanna be」「恋人をつかまえる8つの条件」（詞・曲）
- 細川直美「女の子を好きにならないで」「ダブルブッキングなんか怖くない」
- 堀ちえみ「潮風の少女」（詞・曲）
- PPP（Pretty Purity Panix〈麻績村まゆ子・桑島法子・松澤由美〉）「KO-KOパラダイス」（詞）
- 真弓倫子「ビスケットBI・JI・N」（曲）
- 水谷豊「レモンティーで乾杯」（曲）
- 三田寛子「TA-TI-TA～涙のマリオネット～」（詞・曲）
- 森川美穂「鏡の中のイブたち」「サーフサイド･ブリーズ 〜真夏の風」「10月の青い空」「それぞれの夏」
- 森口博子「枯葉色のスマイル」（曲）
- 森田まゆみ「Sunshine☆ボーイフレンド」（詞）
- 森昌子「手紙」（詞）
- 矢野良子「リリカルなさよなら」（詞・曲）「モノクローム」（曲）
- 山口かおり「め･ま･い3秒」
- 山本ゆかり「恋はアクシデント」「冬の陽ラプソディ」「イヤイヤNO（ノン） STOP」（詞・曲）
- 渡瀬麻紀「パールモンド･Kiss」
- イメージアルバム「おいしい関係～岩舘真理子ソング・ブック」全曲提供および歌唱